# Захаренков, Александр Дмитриевич
Александр Дмитриевич Захаренков (18 февраля 1921, Смоленск — 25 марта 1989, Москва) — советский учёный-физик и государственный деятель. Доктор технических наук (1965). Герой Социалистического Труда (1961). Заместитель министра среднего машиностроения СССР по ЯОК (1967—1988).

## Биография
Родился в Смоленске в 1921 году.
В 1942 году окончил Московский институт химического машиностроения; работал в НИИ-6 (1942—1946), затем в КБ-11 (ныне Федеральный ядерный центр ВНИИЭФ). В июне 1955 года защитил диссертацию на соискание учёной степени кандидата технических наук.
С 1955 года — в ВНИИТФ, где работал над разработкой атомных и водородных зарядов. В период работы в ВНИИТФ достиг поста главного конструктора КБ. В 1967—1988 годах — заместитель Министра среднего машиностроения СССР по ядерно-оружейному комплексу (ЯОК).
Доктор технических наук (1965).
Похоронен на Кунцевском кладбище в Москве.

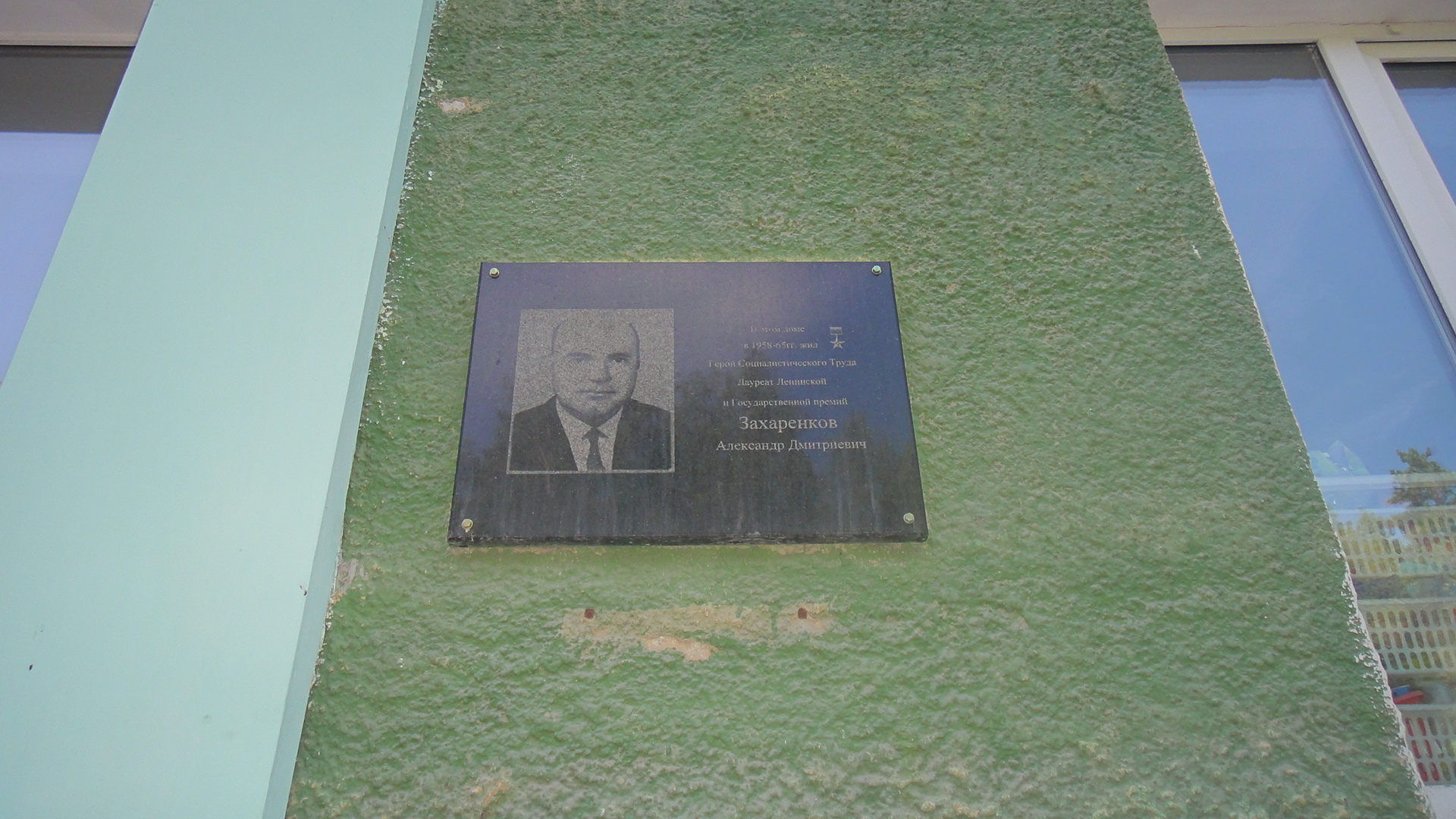
мемориальная доска А. Д. Захаренкову в Снежинске

## Награды и звания
- Герой Социалистического Труда (1961)
- два ордена Ленина (1956, 1961)
- три ордена Трудового Красного Знамени (1949, 1953, 1966)
- Ленинская премия (1967)
- Сталинская премия (1951)
- Сталинская премия второй степени (1953) — за разработку кинематики и динамики обжатия взрывом применительно к изделиям РДС-6с и РДС-5
- медали